# Claude Lepeu
Pour les articles homonymes, voir Lepeu.
Claude Lepeu, né le 3 mars 1921 à Paris et mort le 11 juillet 2016 dans la même ville, est un résistant français, fait compagnon de la Libération en 1942.

## Biographie
Claude Lepeu est le fils d'un industriel.
Au début de la bataille de France en mai 1940, Lepeu est en classe préparatoires mathématiques élémentaires et HEC au lycée Janson-de-Sailly. Il quitte Paris avant l'entrée des Allemands. Il se rend au sud de la Loire, puis, après qu'il entend le discours du maréchal Pétain le 17 juin, il décide de quitter la France. Il pense rejoindre l'Espagne, puis décide plutôt de s'embarquer, avec Roger Touny, à Saint-Jean-de-Luz sur un bateau polonais, le Sobieski, le 21 juin. C'est alors qu'il apprend que le général de Gaulle a prononcé à Londres l'appel du 18 Juin. Il l'y rejoint alors, et signe son engagement dans les Forces françaises libres le 29 juin.
Lepeu rejoint la 1re batterie d’artillerie de la France libre, basée au camp d’Aldershot. Il participe à la bataille de Dakar, puis au débarquement à Douala. Il fait ensuite la campagne de Syrie en juin-juillet 1941.
À la fin de 1941, il rejoint le 1er régiment d'artillerie sous les ordres de Jean-Claude Laurent-Champrosay. Il participe, en janvier 1942, aux combats du col d'Halfaya, puis à la bataille de Bir Hakeim où il défend les positions alliées du 27 mai au 10 juin 1942. Dans la nuit du 10 au 11 juin, lors de la sortie de position, il est grièvement blessé par une balle traçante. Il est rapatrié à Alexandrie, puis à l'hôpital Maurice Rottier de Beyrouth, où il reçoit, sur son lit et des mains du général de Gaulle, la croix de la Libération ; on lui donne ensuite l'extrême-onction.
Après une longue convalescence, accompagnée de nombreuses opérations, il reçoit une affectation à l'intendance du Levant. Rentré à Paris en janvier 1945, il rejoint le ministère de la Guerre, et quitte l'armée en juin de la même année avec le grade de sous-lieutenant.
Il monte ensuite avec sa femme une affaire de fabrication et de vente de vêtements d'enfants. On lui propose de se présenter aux élections législatives, mais il décline toutes les sollicitations, car, dit-il, « c'est contraire à ma liberté ».
Il est membre du conseil de l'ordre de la Libération de janvier 2007 à la suppression de celui-ci en novembre 2012.
Il est inhumé à Chaon.

## Décorations
- Commandeur de la Légion d'honneur
- Compagnon de la Libération par décret du 9 septembre 1942
- Croix de guerre 1939–1945